# Ren Hui
Ren Hui (chiń. 任慧; ur. 11 sierpnia 1983 w Yichun) – chińska łyżwiarka szybka, brązowa medalistka olimpijska i brązowa medalistka mistrzostw świata.

## Kariera
Specjalizowała się w biegach na krótkich dystansach. Pierwszy sukces w karierze osiągnęła w 2004 roku, kiedy podczas dystansowych mistrzostw świata w Seulu zdobyła brązowy medal w biegu na 500 m. W zawodach tych wyprzedziły ją jedynie jej rodaczka Wang Manli oraz Białorusinka Anżalika Kaciuha. Na rozgrywanych dwa lata później igrzyskach olimpijskich w Turynie ponownie zajęła trzecie miejsce w wyścigu na 500 m. Tym razem lepsze okazały się Rosjanka Swietłana Żurowa i Wang Manli. Na tych igrzyskach wystartowała także w biegu na 1000 m, jednak upadła i nie ukończyła rywalizacji. W tym samym roku Ren zajęła piąte miejsce podczas mistrzostw świata w wieloboju sprinterskim w Heerenveen. Chinka trzykrotnie stawała na podium zawodów Pucharu Świata, jednak nigdy nie zwyciężyła. Najlepsze wyniki osiągnęła w sezonach 2006/2007 i 2008/2009, kiedy zajmowała dziesiąte miejsce w klasyfikacji końcowej 500 m. W sezonie 2003/2004 była też dziesiąta w klasyfikacji 1000 m. Brała też udział w igrzyskach olimpijskich w Vancouver w 2010 roku, gdzie w swoim jedynym starcie, biegu na 1000 m, zajęła 33. miejsce. Po tych igrzyskach zakończyła karierę.

## Osiągnięcia

### Igrzyska olimpijskie
- Turyn 2006
  - brąz – (500 m)

### Mistrzostwa świata
- Mistrzostwa świata na dystansach
  - brąz – 2004 (500 m)